# Walter Migula
Walter Emil Friedrich August Migula (født 4. november 1863 i Zyrowa, Schlesien, død 23. juni 1938 i Eisenach) var en tysk botaniker. Autornavnet Mig. kan bruges for Walter Migula sammen med et videnskabeligt artsnavn inden for botanikken. (Wikipedia-artikler der bruger autornavnet)
Migula blev professor i botanik 1893 i Karlsruhe og 1905 ved forstakademiet i Eisenach. Han var en fremragnde deskriptiv kryptogamist og forfattede Characeen i Gottlob Ludwig Rabenhorsts "Kryptogamenflora" (1897), Synopsis der europäischen Characeen (1898), det meget omfangsrige arbejde Kryptogamenflora (i Otto Wilhelm Thomés "Flora von Deutschland, Österreich und der Schweiz", fra 1904), flere bakteriologiske arbejder,  først og fremmest det store værk System der Bakterien (2 bind, 1897–1900) samt Pflanzenbiologie (1909).